# Преюдиційний запит
Преюдиційний (преюдиціальний) запит (англ. reference for a preliminary ruling, досл. «посилання на попереднє рішення»; болг. Преюдициално запитване; пол. Pytanie prejudycjalne; окс. Question prejudiciala; фр. une demande de décision préjudicielle) — позов національного суду держави-члена Європейського Союзу до Суду Справедливости відповідно до статті 267 ДФЄС про винесення попереднього рішення у справах щодо:
- тлумачення Договорів
- та чинности та тлумачення актів установ, органів, служб та агенцій Союзу;

Якщо таке питання порушено в будь-якому суді держави-члена, цей суд, якщо вважає, що рішення з цього питання є необхідним для надання йому можливости винести рішення, може звернутися із запитом до Суду винести рішення щодо цього питання. 
Якщо будь-яке таке питання порушено у справі, розгляд якої триває в суді держави-члена, чиї рішення не можна оскаржити за допомогою правових засобів національного законодавства, цей суд виносить питання на розгляд Суду. 
Якщо таке питання порушено у справі, розгляд якої триває в суді держави-члена стосовно особи, яка перебуває під вартою, Суд Європейського Союзу діє із мінімальною затримкою.
Попереднє рішення є остаточним рішенням законодавства Європейського Союзу, яке не підлягає оскарженню. Європейський суд передає своє рішення суду, який направляє справу, який потім зобов’язаний виконати це рішення.
Попередні рішення виносить Суд Справедливости. Лісабонський договір передбачає, що юрисдикція в цих справах може бути делегована Загальному Суду, але це положення ще не набуло чинности. Якщо, як у справі R (Factortame Ltd) проти державного секретаря транспорту, Суд Справедливости вважає, що законодавство держави-члена суперечить законодавству ЄС, держава-член зобов’язана «скасувати» такий нормативно-правовий акт, але Суд Справедливости не може вносити зміни до законодавства держави-члена.
Преюдиційні запити складають основну частину справ у Суді Справедливости оскільки небагато осіб мають locus standi для судового розгляду в суді Люксембургу. «Привілейовані сторони», які мають статус, включають всі держави-члени та інституції ЄС, але фізична або юридична особи мають цей статус, лише якщо вони є адресатом рішення Європейського Союзу.

## Процедура
Якщо суд чи трибунал держави-члена визнає, що положення законодавства ЄС є неоднозначним, двозначним або неясним, він може подати преюдиційний запит: це може включати орган, який має повноваження як першої, так і останньої інстанції. Розгляд справи в національному суді буде відкладено до винесення рішення Суду Справедливости. Запитання до Суду Справедливости має бути коротким і стислим, але воно може супроводжуватися документами, що пояснюють контекст і обставини проблеми. Існує положення про те, що сторони можуть коментувати посилання: наприклад, у справі pressetext Nachrichtenagentur GmbH проти Республіки Австрія (справа C-454/06), Австрійське агентство преси (APA) та його дочірня компанія APA-OTS розкритикували посилання як «складне та нелегке для розуміння». Суду Справедливости може відмовитися виносити рішення за відсутности справжнього спору на тій підставі, що він не розглядатиме «загальні чи гіпотетичні питання».

Стаття 267 Договору про функціонування Європейського Союзу передбачає:
Суд Справедливости Європейського Союзу має юрисдикцію виносити попередні рішення стосовно:

- (a) тлумачення Договорів;
- (b) чинности та тлумачення актів установ, органів, служб та агенцій Союзу;

Якщо таке питання порушено в будь-якому суді держави-члена, цей суд, якщо вважає, що рішення з цього питання є необхідним для надання йому можливості винести рішення, може звернутися із запитом до Суду винести рішення щодо цього питання.
Якщо будь-яке таке питання порушено у справі, розгляд якої триває в суді держави-члена, чиї рішення не можна оскаржити за допомогою правових засобів національного законодавства, цей суд виносить питання на розгляд Суду.

Якщо таке питання порушено у справі, розгляд якої триває в суді держави-члена стосовно особи, яка перебуває під вартою, Суд Європейського Союзу діє із мінімальною затримкою.
Це кваліфікується статтею 275 (за винятком Спільної зовнішньої політики та політики безпеки) та статтею 276 (за винятком дій держав-членів у сфері свободи, безпеки та юстиції).

## Право та обов'язок подавати преюдиційний запит
Найвищий суд у юрисдикції повинен звернутися до суду, а нижчі суди можуть посилатися на статтю 267 ДФЄС. Правила Сполученого Королівства, коли воно було членом ЄС, див 2(1) Закону про Європейські Спільноти 1972 р. і Частина 68 Правил цивільного судочинства.
Стаття 267 Договору про функціонування Європейського Союзу (ДФЄС), що встановлює процедуру попереднього звернення, розмежовує право та обов'язок національних судів звертатися за преюдиційним запитом. Відповідно до дискреційного звернення, передбаченого статтею 267(2) ДФЄС, національний «суд або трибунал» може звернутися до Суду Справедливости з проханням винести попереднє рішення, якщо він вважає, що рішення з цього питання є «необхідним» для того, щоб він міг розглядати конкретну справу. Обов'язкове звернення (обов'язок звернутися) встановлено у двох випадках: щодо національних судів, які виносять рішення в останній інстанції (ст. 267(3) ДФЄС), і щодо всіх судів, які стикаються з питанням про дійсність права ЄС.
Функція зобов'язання передавати справи на розгляд полягає в тому, щоб «запобігти виникненню в будь-якій державі-члені сукупности національних прецедентних рішень, які не відповідають нормам права [ЄС]»: Справа 107/76 Гоффманн-Ля Рош проти Центрафарм, п. 5. І найвищий суд у державі-члені, і суд Бенілюксу зобов’язані передати справи на розгляд: Справа C-337/95 Parfums Christian Dior v Evora.
Обов'язок національних судів останньої інстанції подавати преюдиційні запити, коли виникає питання тлумачення права ЄС, має певні винятки. Відповідно до практики Суду, національний суд звільняється від обов'язку подавати преюдиційний запит, якщо питання права ЄС не має відношення до рішення в основному провадженні, якщо національним судом «матеріально ідентичне питання, яке вже було предметом попереднього рішення в аналогічній справі» («acte éclairé») або якщо належне тлумачення права ЄС є «настільки очевидним, що не залишає місця для будь-яких обґрунтованих сумнівів» («acte clair»).

### Суди, які можуть ставити запитання
Визначення поняття «суд або трибунал» є питанням права ЄС і не може визначатися шляхом посилання на національне законодавство. При визначенні того, чи є орган «судом або трибуналом держави-члена», суди ЄС беруть до уваги низку питань: чи створений він відповідно до закону, чи є постійним, чи має обов'язкову юрисдикцію, чи має процедуру inter partes, чи застосовує норми права і чи є незалежним.
Лише орган, який «створений законом... є постійним... [чия] юрисдикція є обов'язковою... [чия] процедура є inter partes... застосовує норми права і... є незалежною» може бути судом або трибуналом, який може передати: Справа C-53/03 Syfait проти GlaxoSmithKlein п. 29. Орган, який має право звертатися за законодавством ЄС, не може бути позбавлений цього права національним законодавством: Справи 146/73 і 166/73 Rheinmühlen.
Однак ці критерії не є абсолютними. У справі Broekmeulen v Huisarts Registratie Commissie, Суд Європейського Союзу постановив, що орган, створений під егідою Королівського нідерландського товариства сприяння медицині, був «судом або трибуналом» за значенням договору, навіть якщо товариство було приватною асоціацією. Крім того, Суд Справедливости Бенілюксу вважався судом у цьому контексті як суд, спільний для кількох (Нідерландів, Бельгії та Люксембургу) держав-членів. Крім того, очікується, що Єдиний патентний суд, як суд, спільний для кількох держав-членів, матиме також можливість подавати преюдиційні запити.

## Підґрунтя
Таке посилання можливе для всіх нормативно-правових актів ЄС незалежно від прямої дії: Справа C-373/95 Maso та інші проти INPS, п. 28. Однак ЄСС не розглядає попередні посилання, що випливають з гіпотетичних спорів: Справа 244/80 Foglia проти Novello. ЄСС вимагає, щоб суд, який звертається до нього, «визначив фактичний і правовий контекст питань, які він ставить, або, принаймні, пояснив фактичні припущення, на яких ґрунтуються ці питання», щоб ЄСС міг допомогти національному суду.

### Тлумачення інструментів не ЄС
Суд Справедливости має компетенцію виносити рішення щодо тлумачення договорів, учасником яких є ЄС, оскільки ці договори вважаються частиною права ЄС. Рішення Суду Справедливости в такому випадку є обов’язковими лише для ЄС, а не для інших сторін угоди.
Суд Справедливости претендує на юрисдикцію щодо тлумачення міжнародних угод, укладених Радою Європейського Союзу, оскільки вони є актами інституції ЄС: Case 181/73 Haegeman проти Бельгії. Це поширюється на ГУТТ, який ЄС замінив своїми державами-членами: Case C-267/81 SPI. Це також стосується змішаних угод, навіть якщо питання лише частково підпадає під законодавство ЄС: 61996CJ0053 на 32. Суд Справедливости претендує на юрисдикцію навіть щодо дій установ, створених угодою про асоціацію: Case C-192/89 Sevince.
І навпаки, позов не поширюється на міжнародну угоду, укладену державою-членом до її вступу в ЄС, якщо угода суперечить законодавству ЄС: Case C-158/91 Levy. Суд Справедливости має юрисдикцію, обмежену законодавством ЄС, і не може розглядати ступінь посилання на право ЄС національними положеннями, які є питанням національного права: Case C-297/88 Dzodzi на 42. Суд Справедливости не тлумачить національне законодавство, яке сформульоване ідентично положенням ЄС: Case C-346/93 Kleinwort Benson проти районної ради міста Глазго.
Суд Справедливости також має компетенцію щодо застосування певних договорів між державами-членами ЄС, але до нього можуть застосовуватися інші процедури. Двома такими договорами є Брюссельська конвенція 1968 року про юрисдикцію в цивільних і комерційних справах і Римська конвенція 1980 року про застосовне право, які зараз переважно замінені Регламентами Брюсселя I та Рима I відповідно.
Особливість стосується арбітражу щодо угоди про вихід з ЄС, оскільки арбітри повинні запитувати попереднє рішення щодо законодавства ЄС, яке є обов’язковим як для ЄС, так і для Великобританії. На підставі тієї самої угоди суди Великобританії повинні або можуть запитувати попереднє рішення щодо того, як Північна Ірландія застосовує законодавство ЄС, яке стосується переважно торгівлі товарами.

## Дія
Рішення Суду Справедливости за зверненням є декларативним, а питання засобів правового захисту, витрат тощо належать до компетенції національних судів. Суд Справедливости може прийняти рішення лише щодо дійсности та тлумачення права ЄС і залишити розгляд справи по суті національному суду, який звернувся до нього з відповідним запитом: Справа 36/74 Walrave and Koch v Union Cycliste Internationale. Крім того, Суд може вирішити прийняти рішення, дуже близьке до фактів у справі: Справа 32/75 «Крістіні проти SNCF».
Якщо Суд Справедливости вже виніс рішення з певного питання у попередній справі, то немає обов'язку передавати справу на новий розгляд: Case 28/62 Da Costa. Тоді рішення стає res judicata (принаймні в слабкому сенсі) і зобов’язує національний суд quo, який зробив посилання, і майбутні подібні справи з того самого питання не потребують подальших посилань, якщо відповідь «настільки очевидна, що не залишає можливости для будь-яких розумних сумнівів»: Case 283/81 CILFIT, Стаття 104(3) Регламенту ЄСС. «Якщо національне законодавство було предметом різних відповідних судових конструкцій, одні з яких призвели до застосування цього законодавства відповідно до законодавства [ЄС], інші призвели до протилежного застосування, слід вважати, що, принаймні, таке законодавство недостатньо чітке, щоб забезпечити його застосування відповідно до права [ЄС]»: Case C-129/00 Комісія проти Італії на 33.
Рішення Суду Справедливости має силу res judicata і є обов’язковим не лише для національного суду, з ініціативи якого було подано попереднє рішення, а й для всіх національних судів держав-членів. У Сполученому Королівстві, коли воно було державою-членом, res judicata виражалося в сильному сенсі: попереднє рішення Суду Справедливости мало обов’язкову силу для його судів: s 3(1) Закону про Європейські Спільноту 1972 року.
У контексті посилання на попереднє рішення щодо дійсности, якщо європейський інструмент визнається недійсним, усі інструменти, прийняті на його ґрунті, також є недійсними. Після цього компетентні європейські інституції повинні прийняти новий інструмент для виправлення ситуації.

## Подібні системи
Можливість подати преюдиційний запит на отримання попереднього рішення передбачено і в інших правових системах:
- Суди Бельгії, Нідерландів і Люксембургу можуть задавати «питання щодо тлумачення закону» до Суд Справедливости Бенілюксу[en] щодо певних конвенцій і правил Бенілюксу.
- Ісландія, Ліхтенштейн і Норвегія можуть звернутися до Суду ЄАВТ[en] з проханням надати консультативний висновок[en] щодо тлумачення Угоди про Європейську економічну зону, а також норм ЄС, які застосовуються до цих держав.

## Судова практика щодо преюдиційних запитів
- Ваассен проти Гірничодобувної компанії Фонду державної служби
- Майлз проти європейських шкіл
- Кримінальне провадження проти Кенні Роланда Лікескоґа
- Коблер проти Республіки Австрія
- Справа про прямі грошові операції
- Франкович проти Італії
- Srl CILFIT проти Міністерства охорони здоров’я